# Wind - Più forte del vento
Wind - Più forte del vento (Wind) è un film del 1992 diretto da Carroll Ballard.
Le riprese del film si sono svolte dal 25 febbraio al 21 agosto 1991.

## Trama
Il film narra una storia d'amore che ha come sfondo una serie di regate dell'America's Cup e racconta della vita di Dennis Conner, partendo dalla sconfitta della Coppa America del 1983, alla creazione del sindacato "Team Dennis Conner", fino alla riconquista della coppa nel 1987.

## Accoglienza
Nonostante le ottime recensioni iniziali, il film è stato un insuccesso dal punto di vista degli incassi: a fronte del budget stimato di $29.000.000, ne ha raggiunti appena 5,5 milioni in tutto il mondo.